# ロールオアチョイス
ロールオアチョイス（Roll or Choice）とは、テーブルトークRPG（TRPG）の用語の1つ。ROCと略されることもある。
ロールオアチョイスとは、何かを決定するために表（チャート）とダイスが使用されるときに、ダイスを振らずに好きな数を選んでも良いルールのことを言う
。
ライフパスの決定の時などに使用される。

## ロールオアチョイスの実例
以下にロールオアチョイスの実例を示す。
職業決定表（1D6：ROC）
0.　勇者
1.　戦士
2.　僧侶
3.　魔法使い
4.　商人
5.　武闘家
6.　盗賊
7.　遊び人
これは、六面体ダイスを一個振り、その出目によりプレイヤーキャラクターの職業を決定する表である。このとき、ロールオアチョイスのルールならば実際にダイスを振らずに、好きな番号を選ぶこともできる。0番と7番は六面体ダイスでは出ない数のため、番号を選ぶことを選択しない限りはなれない職業である。
ロールオアチョイスのルールでは、特に何も考えずに決定する際にはダイスを使い、自分で意識的に何かをしたい場合には好きな番号を選ぶ事ができるため、「ダイスの出目に振り回されるのは嫌だ」と考える人でも「いちいち自分で考えて選ぶのは面倒くさい」と考える人でも、等しく不満を解消することができる。